# Ли Сяньнянь
Ли Сяньня́нь (кит. упр. 李先念, пиньинь Lǐ Xiānniàn; 23 июня 1909 — 21 июня 1992) — китайский государственный деятель, Председатель КНР в 1983—1988 годах, затем председатель Народного политического консультативного совета Китая. Один из «Восьми бессмертных КПК».

## Биография
Родился в крестьянской семье. С ранних лет был приучен к крестьянскому быту. В 1927 году 18-летний Ли вступил в ряды КПК. В эти годы встал во главе «Махуанского восстания осеннего урожая». После этого был назначен секретарем партийной ячейки уезда Хуанъань, председателем Рабоче-крестьянского народного правительства уезда Хуанъань.
После 1931 года был назначен политкомиссаром 4-го отряда Рабоче-крестьянской армии Китая. В 1935 году со своим отрядом примкнул к «Великому походу». Во время похода со своим отрядом атаковал и захватил западную часть пров. Сычуань. В 1936 году отряд Ли пересек реку Хуанхэ и соединился с Западной армией. Весь 1937 год Западная армия с боями прорывалась к Синьцзяну. В этом же году они достигли Яньаня.
В ходе Японо-китайской войны в ноябре 1938 года он был назначен командиром ударной Хубэй-хэнаньской колонны, которая в составе Новой 4-й армии действовала в восточной и западной частях провинции Хубэй, а также в западной части провинции Аньхой. В 1941 году стал командиром 5-й дивизии (преобразованной из Хубэй-хэнаньской колонны) Новой 4-й армии. В 1942 году отличился при выводе своей дивизии из вражеского окружения.
На VII съезде КПК (апрель-июнь 1945 года) был избран членом ЦК КПК. В том же году он был назначен сначала командующим Хубэй-хэнаньским военным районом, а затем (в декабре 1945 года) — командующим и политкомиссаром военного района Центральной равнины. В 1946 году вновь отличился при выводе своих частей из гоминьдановского окружения. В 1948 году был назначен вторым командиром Большого Центрального военного округа, помогал Лю Бочэну и Дэн Сяопину вести политическую работу.

### В КНР
После образования Китайской Народной Республики занимал должности командующего Военным округом пров. Хубэй, секретаря Партийного комитета КПК пров. Хубэй, председателя Народного правительства пров. Хубэй (1950—1954 гг.), секретаря Партийного комитета г. Ухань, мэра г. Ухань (1953—1954 гг.), заместителя секретаря ЦК КПК Центрального и Южного Китая, заместителя председателя Военно-политического совета Центрального и Южного Китая. В 1954 году был назначен вице-премьером Госсовета КНР (занимал эту должность до 1980 года), в 1954—1967 годах совмещал эту должность с должностью министра финансов КНР.
С 1956 года избирался членом Политбюро ЦК КПК с 8-го по 12-й созывы. В мае 1958 года был избран секретарем Секретариата ЦК КПК. В 1962 году совмещал пост заместителя директора Государственного комитета планирования. В сентябре 1964 был избран депутатом ВСНП 3-го созыва; в ноябре во главе партийно-правительственной делегации посетил Албанию. В 1960—1966 годах участвовал в переговорах с руководящими деятелями зарубежных стран. От имени китайской стороны он подписал ряд межправительственных документов (преимущественно внешнеэкономического характера).
18 августа 1966 года Ли Сяньнянь присутствовал на первом митинге-встрече Мао Цзэдуна с хунвэйбинами. В конце октября в Пекине появилась дацзыбао с критикой Ли Сяньняня за «проведение буржуазной линии в области финансов». Подобная критика продолжалась (с перерывами) примерно полгода. В защиту Ли Сяньняня выступали Чжоу Эньлай и Цзян Цин, которые характеризовали его «как хорошего товарища, который совершил ошибки, но затем раскаялся в них».
В апреле 1969 года был избран членом ЦК КПК; в конце 1974 избран депутатом ВСНП 4-го созыва, на 1-й сессии ВСНП в январе 1975 года снова утверждён заместителем премьера Госсовета КНР.
В годы культурной революции помогал премьеру Чжоу Эньлаю в работе экономического блока. Входил в состав комиссий по организации похорон Дун Биу, Кан Шэна, Чжоу Эньлая, Чжу Дэ и Мао Цзэдуна. Сыграл важную роль в победе над «бандой четырёх» в борьбе власть. После устранения «банды четырёх» публичная политическая активность Ли Сяньняня заметно возросла. С того времени он участвовал практически во всех важнейших переговорах с партийно-правительственными, правительственными и другими зарубежными делегациями, а также с высокопоставленными деятелями, приезжающими в КНР.
В июне 1983 года на 6-м съезде ВСНП был избран председателем КНР. По некоторой оценке, он мог являться третьим по влиянию среди старших лидеров того времени — после Дэн Сяопина и Чэнь Юня. В апреле 1988 года был избран председателем Народного политического консультативного совета. В 1989 году был избран почётным председателем Фонда развития беднейших регионов Китая.
Умер 21 июня 1992 года в Пекине на 83-м году жизни.